# 44 Batalion Straży Granicznej

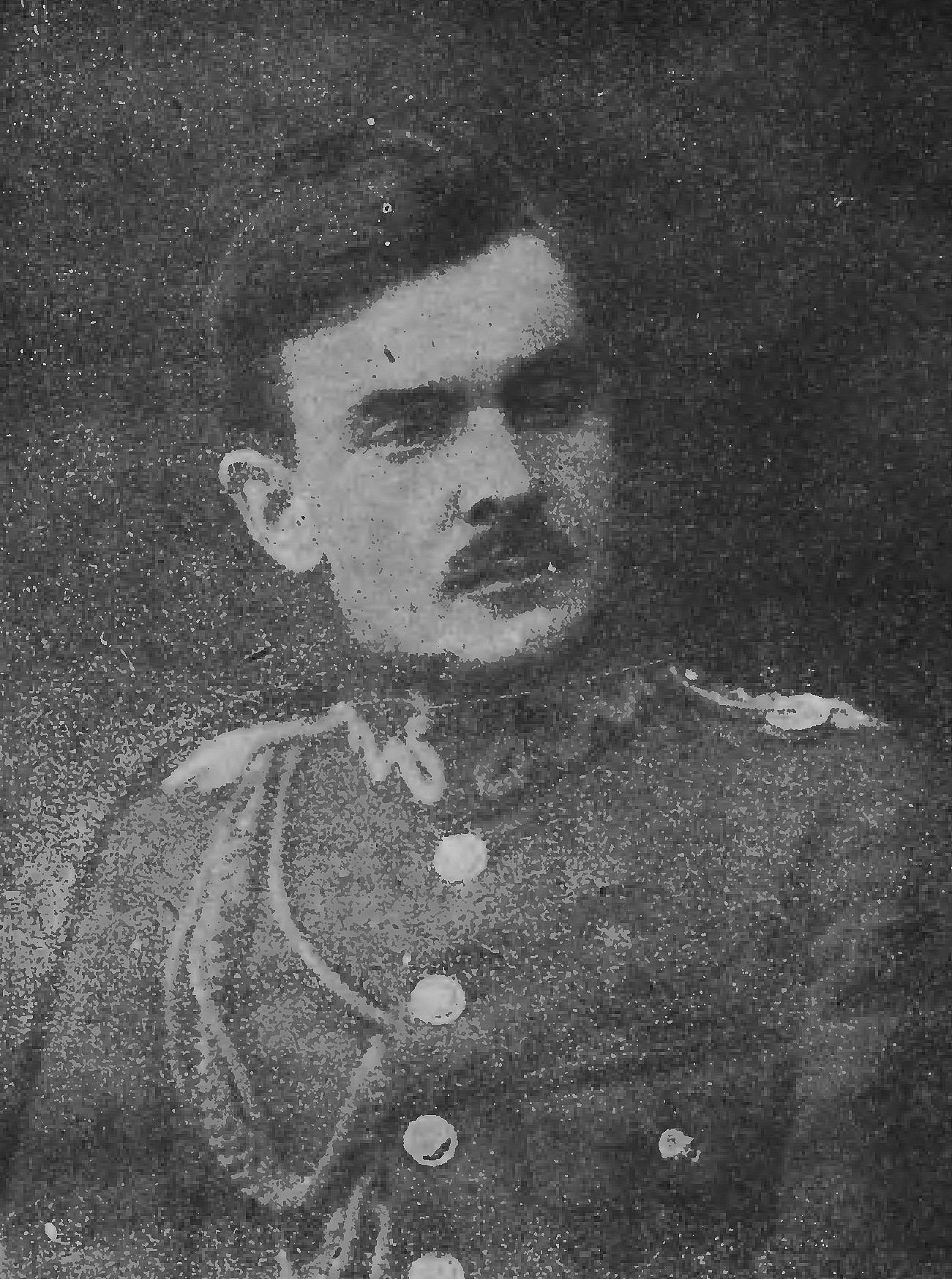
Mieczysław Wierzchowski

44 Batalion Straży Granicznej – jednostka organizacyjna Straży Granicznej w II Rzeczypospolitej.

## Formowanie i zmiany organizacyjne
Wykonując postanowienia uchwały Rady Ministrów z 23 maja 1922 roku, Minister Spraw Wewnętrznych rozkazem z 9 listopada 1922 roku zmienił nazwę „Baony Celne” na „Straż Graniczną”. Wprowadził jednocześnie w formacji nową organizację wewnętrzną. 44 batalion celny przemianowany został na 44 batalion Straży Granicznej.
44 batalion Straży Granicznej funkcjonował  w strukturze Komendy Powiatowej Straży Granicznej w Wilejce, a jego dowództwo stacjonowało w Dokszycach. W skład batalionu wchodziły cztery kompanie strzeleckie oraz jedna kompania karabinów maszynowych w liczbie 3 plutonów po 2 karabiny maszynowe na pluton. Dowódca batalionu posiadał uprawnienia dyscyplinarne dowódcy pułku. Cały skład osobowy batalionu obejmował etatowo 614 żołnierzy, w tym 14 oficerów.
W lipcu 1923 roku 44 batalion SG w Dołhinowie przekazał swój odcinek sąsiednim batalionom SG i został rozwiązany.

## Służba graniczna
Sąsiednie bataliony
- 31 batalion Straży Granicznej ⇔ 30 batalion Straży Granicznej – 1 grudnia 1922[3][8]

Wydarzenia
- 7 maja 1923, na odcinku 44 batalionu SG, poseł na Sejm RP Antoni Owsiannik, będąc w stanie nietrzeźwym, próbował łódką przeprawić się przez Wilię. Interweniujący żołnierze batalionu byli werbalnie obrażani i poniżani. Dowództwo SG przekazało sprawę do prokuratury w Wilnie[9].

## Żołnierze batalionu
Komendanci batalionu
| stopień | imię i nazwisko         | okres pełnienia służby | kolejne stanowisko |
| ------- | ----------------------- | ---------------------- | ------------------ |
| kapitan | Mieczysław Wierzchowski | IX 1922 –              |                    |

## Struktura organizacyjna
| Ordre de Bataille 44 batalionu Straży Granicznej w Dołhinowie na dzień 14 listopada 1922 | Ordre de Bataille 44 batalionu Straży Granicznej w Dołhinowie na dzień 14 listopada 1922 | Ordre de Bataille 44 batalionu Straży Granicznej w Dołhinowie na dzień 14 listopada 1922 | Ordre de Bataille 44 batalionu Straży Granicznej w Dołhinowie na dzień 14 listopada 1922 |
| kompanie                                                                                 | 1. Zaciemień                                                                             | 2. Dołhinów                                                                              | 3. Milcza                                                                                |
| ---------------------------------------------------------------------------------------- | ---------------------------------------------------------------------------------------- | ---------------------------------------------------------------------------------------- | ---------------------------------------------------------------------------------------- |
| placówki                                                                                 | Jurkowo                                                                                  | Rogozin                                                                                  | Pohost                                                                                   |
| placówki                                                                                 | Kryniczyn                                                                                | Krajszczanka                                                                             | Krzywoznaki                                                                              |
| placówki                                                                                 | Staszówka                                                                                | Kamionka                                                                                 | Izabelin                                                                                 |
| placówki                                                                                 | Żurawy                                                                                   | Karolin                                                                                  | Milcza                                                                                   |
| placówki                                                                                 | Gadzieło                                                                                 | Stachy                                                                                   | Sołonoje                                                                                 |
| placówki                                                                                 | Marianówka                                                                               |                                                                                          | Haćkowszczyzna                                                                           |
| placówki                                                                                 | Krugłe-Krajsk                                                                            |                                                                                          | Wardomicze                                                                               |
| placówki                                                                                 |                                                                                          | Krugłe                                                                                   |                                                                                          |